# Solitaire (álbum)
Solitaire es el trigésimo primer álbum de estudio del cantante estadounidense Andy Williams. Fue publicado en octubre de 1973 a través de Columbia Records.

## Grabación y producción
En 1966, Williams comenzó a desviar el enfoque del material que grabó para sus proyectos de estudio para Columbia Records lejos del pop tradicional al grabar las baladas de The Beatles «Michelle» y «Yesterday» para su álbum The Shadow of Your Smile. Las versiones de éxitos de pop contemporáneo superaron por completo su habitual álbum de estándares con el lanzamiento de su álbum Honey en 1968 y dominaría las listas hasta principios de la década de 1970.
Williams justificó su última decisión de cambiar su forma de seleccionar la música para grabar en una entrevista con Billboard en 1973. “La música de Middle of the Road ha cambiado drásticamente en los últimos dos años [...] La radio easy listening ahora reproduce predominantemente los nuevos discos de rock más suaves, no versiones de artistas de MOR. Mis álbumes de Columbia con versiones exitosas han generado ingresos, pero siento que es hora de avanzar con el mercado”. El editor de la revista, Nat Freedland, escribió: “El sonido total del LP Solitaire no es drásticamente diferente de otros álbumes de Williams; bonitas baladas y exuberantes fondos de cuerdas todavía son muy evidentes. Las diferencias más obvias son una nueva concentración en un fuerte núcleo de instrumentos rítmicos y el predominio de canciones no grabadas previamente”.

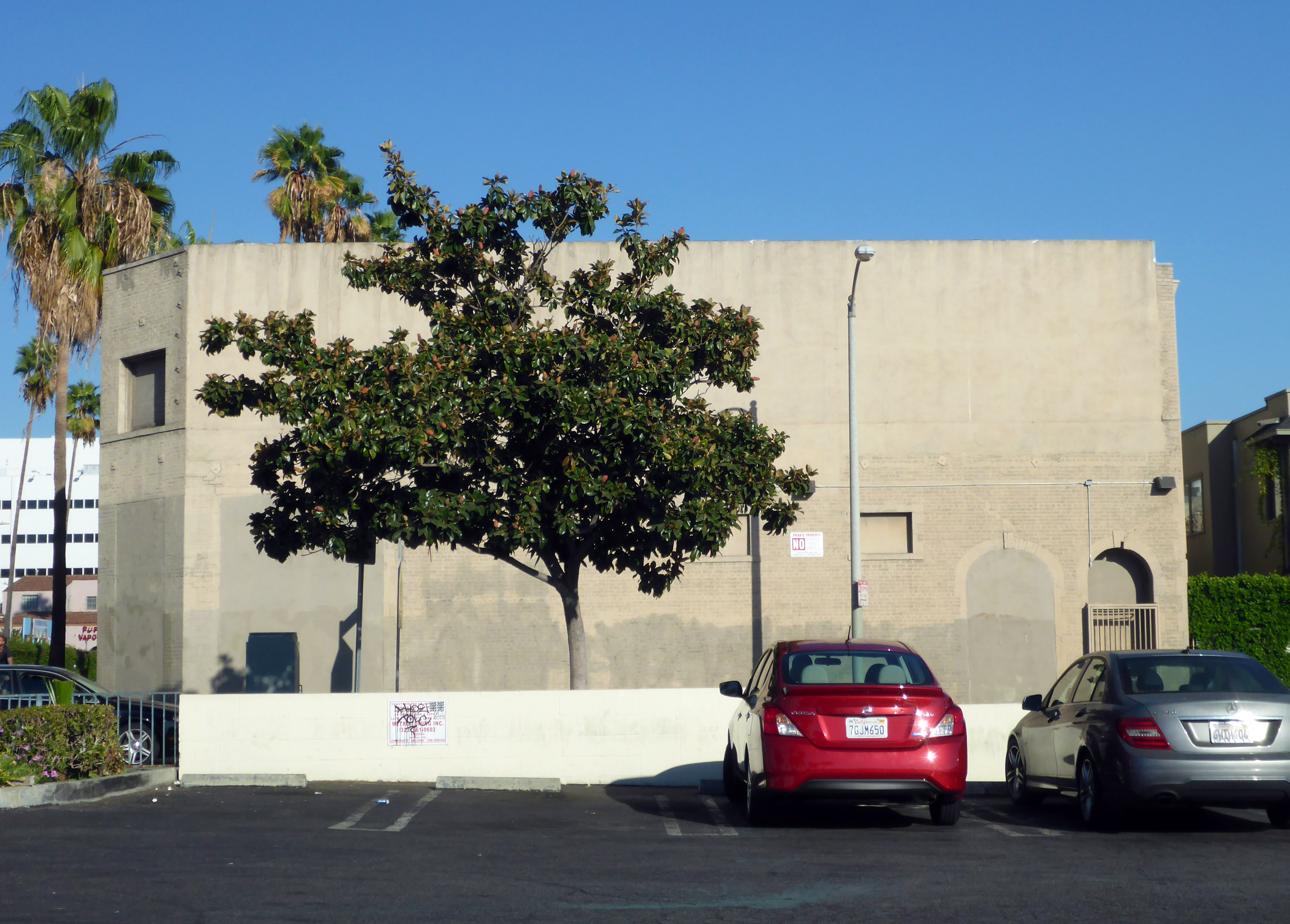
Sunset Sound Recorders en Hollywood, California, donde el músico grabó Solitaire.

El cantante también adoptó un nuevo enfoque a la hora de grabar el álbum. Williams, que generalmente nunca ha grabado su voz hasta que todas las pistas instrumentales estaban terminadas, aquí se encontró cantando junto con los hombres de sesión de rock estelares grabando sus pistas rítmicas básicas. “Creo que ahora todo el mundo está de acuerdo en que se obtienen mejores resultados cuando el artista canta junto con las sesiones de pistas rítmicas, incluso si luego borras la pista vocal”, dice Williams. Siempre perfeccionista, Andy terminó grabando nuevas voces sobre las pistas instrumentales terminadas. “Sentí que podía hacerlo un poco mejor que en las sesiones en vivo”, explica. Trabajar con el productor Richard Perry fue una experiencia muy diferente.
De acuerdo a Williams, “Intentamos conseguir buenas canciones que aún no hubieran sido éxitos, aunque usamos «Last Tango in Paris» porque Richard Perry lo había hecho, y grabamos «My Love» de Paul McCartney antes de que fuera un éxito, aunque sabía que lo sería”. En una entrevista con Robert Nash para la revista Record World, Williams declaró: “Toqué el álbum para varias personas mayores, les encantó y no vieron ninguna diferencia entre el material nuevo y mis otros álbumes, pero cuando lo tocamos para gente más joven pensaron que era muy diferente y mucho más contemporáneo. Ojalá podamos atraer a parte del público más joven sin perder a otros fans”.

## Canciones
«Solitaire» apareció por primera vez en el álbum del mismo nombre de Neil Sedaka de 1972, pero no llegó a las listas hasta que se lanzó la versión de Williams al año siguiente. «Make It Easy for Me» fue compuesta por el cantautor inglés Peter Skellern; Skellern no lanzaría la canción hasta junio de 1975 como sencillo de su cuarto álbum de estudio, Hold On to Love. La grabación de Stevie Wonder de «You Are the Sunshine of My Life» alcanzó el número uno en las listas estadounidenses de sencillos pop y easy listening, el número tres en las listas de soul, y el número siete en las listas de sencillos del Reino Unido. «Getting Over You» fue escrita por el cantautor británico Tony Hazzard y publicada en su álbum de 1973, Was That Alright Then?, bajo el título de «I Think I'm Getting Over You». «Remember» fue compuesta por el músico estadounidense Harry Nilsson para su álbum de 1972, Son of Schmilsson.
«That Is All» fue compuesta por el músico británico George Harrison como la canción de cierre de su cuarto álbum de estudio, Living in the Material World. La versión de The Everly Brothers de «Walk Right Back» alcanzó el puesto número uno en el Reino Unido, y se mantuvo en esa posición durante 3 semanas. «Last Tango in Paris» entró en las listas de Billboard como una grabación instrumental de Herb Alpert & The Tijuana Brass que alcanzó el puesto número 77. «My Love» le valió a Paul McCartney & Wings cuatro semanas en el primer puesto en las listas pop, tres semanas en el número uno en las listas easy listening, un éxito número nueve en la lista de sencillos del Reino Unido, y una certificación de oro de la Recording Industry Association of America. «The Dreamer» fue compuesta por el músico británico Nicky Hopkins para su álbum The Tin Man Was a Dreamer.

## Recepción de la crítica
Un escritor no especificado de la revista Billboard comentó: “Andy busca una posición sólida dentro de la música contemporánea y acierta en el objetivo. Los mejores músicos de rock de estudio de Los Ángeles brindan un sonido moderno que aumenta el gran escenario orquestal. «Solitare» y «Make It Easy For Me» son ejemplos del sonido vocal distintivo de Andy que domina el material”. Un escritor no especificado de la revista Record World escribió: “Andy ha unido fuerzas con uno de los productores más eminentes del rock, Richard Perry, y el dúo se ha combinado en un conjunto de canciones principalmente nuevas que fueron grabadas con grandes de la sesión de rock como Nicky Hopkins y Klaus Voormann”. Un escritor no especificado de la revista Cash Box declaró: “Una de las razones por las que la popularidad de Andy ha seguido aumentando a un ritmo cada vez más acelerado es que se esfuerza mucho por mantenerse en contacto con lo que está sucediendo. Aunque es un tradicionalista, este nuevo álbum encuentra a Andy experimentando con algunos de los genios del campo del pop/rock con un gran resultado. [...] Este es un LP imprescindible para fans nuevos y antiguos”.

## Lista de canciones
| Lado uno |                                   |                       |          |  |
| N.º      | Título                            | Escritor(es)          | Duración |  |
| 1.       | «Solitaire»                       | Phil Cody Neil Sedaka | 4:21     |  |
| 2.       | «Make It Easy for Me»             | Peter Skellern        | 3:11     |  |
| 3.       | «You Are the Sunshine of My Life» | Stevie Wonder         | 3:10     |  |
| 4.       | «Getting Over You»                | Tony Hazzard          | 3:21     |  |
| 5.       | «Remember»                        | Harry Nilsson         | 4:02     |  |

| Lado dos |                       |                                |          |  |
| N.º      | Título                | Escritor(es)                   | Duración |  |
| 1.       | «That Is All»         | George Harrison                | 4:27     |  |
| 2.       | «Walk Right Back»     | Sonny Curtis                   | 3:09     |  |
| 3.       | «Last Tango in Paris» | Gato Barbieri Dory Previn      | 2:37     |  |
| 4.       | «My Love»             | Linda McCartney Paul McCartney | 3:59     |  |
| 5.       | «The Dreamer»         | Nicky Hopkins                  | 5:08     |  |

## Posicionamiento
| Gráfica (1973–74)                         | Pico de posición |
| ----------------------------------------- | ---------------- |
| Australia (Kent Music Report)             | 62               |
| Estados Unidos (Billboard Top LPs & Tape) | 185              |
| Estados Unidos (Cash Box Top 100 Albums)  | 112              |
| Reino Unido (UK Albums Chart)             | 3                |

## Certificaciones y ventas
| País              | Certificación | Ventas  |
| ----------------- | ------------- | ------- |
| Reino Unido (BPI) | Oro           | 100 000 |